# IC 4509
IC 4509 је спирална галаксија у сазвјежђу Волар која се налази на листи објеката дубоког неба у Индекс каталогу.
Деклинација објекта је + 31° 47' 29" а ректасцензија 14h 48m 27,0s. Привидна величина (магнитуда) објекта IC 4509 износи 14,0 а фотографска магнитуда 14,8. IC 4509 је још познат и под ознакама UGC 9536, MCG 5-35-16, CGCG 164-29, PGC 52874.